# Nemestrinus pieltaini
Nemestrinus pieltaini är en tvåvingeart som först beskrevs av Gil Collado 1934.  Nemestrinus pieltaini ingår i släktet Nemestrinus och familjen Nemestrinidae.
Artens utbredningsområde är Marocko. Inga underarter finns listade i Catalogue of Life.